# Pirata seminolus
Pirata seminolus är en spindelart som beskrevs av Willis J. Gertsch och Wallace 1935. Pirata seminolus ingår i släktet Pirata och familjen vargspindlar. Inga underarter finns listade i Catalogue of Life.